# Haritalodes pseudoderogata
Haritalodes pseudoderogata là một loài bướm đêm trong họ Crambidae.